# Brandon Halsey
Brandon Halsey (Vista, 16 de setembro de 1986) é um lutador americano de artes marciais mistas. Já foi Campeão Peso Médio do Bellator.

## Carreira no MMA
Após uma bem-sucedida carreira como wrestler na Cal-State Bakersfield, Halsey fez sua estreia no MMA contra Chris Golz. Ele venceu por finalização no primeiro round.
Em apenas sua segunda luta profissional Halsey enfrentou Shonie Carter, um veterano do UFC com mais de oitenta vitórias. Halsey venceu por decisão unânime.

### Bellator MMA
Após vencer suas duas primeiras lutas, Halsey assinou com o Bellator MMA e fez sua estreia contra Rocky Ramirez no Bellator 92 em 7 de Março de 2013. Halsey venceu por finalização técnica após deixar seu oponente inconsciente com um estrangulamento em um triângulo de braço no terceiro round.
Halsey enfrentou Joe Yager no Bellator 96 em 19 de Junho de 2013 e venceu a luta por decisão dividida.
Halsey enfrentou o veterano do UFC Hector Ramirez no Bellator 106 em 2 de Novembro de 2013, Halsey venceu a luta por nocaute técnico no primeiro round após rapidamente usar seu wrestling para colocar a luta para o chão e pegou as costas, onde disparou socos na cabeça do adversário até o árbitro interropmer a luta.
Em Março de 2014, Halsey enterou no Torneio de Médios da 10ª Temporada do Bellator quando Dan Cramer versus Jeremy Kimball foi cancelada. Ele enfrentou Joe Pacheco no Bellator 116 em 11 de Abril de 2014. Ele venceu a luta por decisão unânime. Ele era esperado para enfrentar Brett Cooper na final no Bellator 119 em 9 de Maio de 2014. No entanto, a luta foi atrasada devido a uma lesão de Cooper. A luta contra Cooper aconteceu no Bellator 122 em 25 de Julho de 2014. Halsey venceu a luta por finalização no primeiro round.
Halsey desafiou o campeão Alexander Shlemenko pelo Cinturão Peso Médio do Bellator em 26 de Setembro de 2014 no Bellator 126. Ele derrotou Shlemenko por finalização em apenas 35 segundos de luta e se tornou o novo Campeão Peso Médio. Havia boatos que Halsey faria sua primeira defesa de cinturão contra Melvin Manhoef, mas a luta nunca se concretizou.
Sua primeira defesa de cinturão aconteceria em 15 de Maio de 2015 no Bellator 137 contra o veterano do TUF e UFC Kendall Grove. No entanto, Halsey bateu 188 lbs na pesagem, passando o limite de 185 da categoria, com isso, o Bellator resolveu tirar o cinturão de Halsey. Ele venceu a luta por nocaute técnico no quarto round.
No Bellator 144 Halsey enfrentou o brasileiro Rafael Carvalho pelo Cinturão Peso Médio do Bellator que ficou vago após o próprio Halsey ter sido punido pela organização com a perda do cinturão por não bater o peso no Bellator 137. Halsey dominou o brasileiro durante o 1º round, mas no 2º round recebeu um forte chute nas costelas e o arbitro Dan Miragliotta encerrou a luta decretando o brasileiro como novo Campeão Peso Médio do Bellator.

## Títulos
- Bellator MMA
  - Título Peso Médio do Bellator (Uma vez, atual)
  - Vencedor do Torneio de Médios da 10ª Temporada do Bellator

## Cartel no MMA
| Cartel no MMA   |            |            |
| 11 lutas        | 9 vitórias | 2 derrotas |
| Por nocaute     | 2          | 1          |
| Por finalização | 4          | 1          |
| Por decisão     | 3          | 0          |

| Res.    | Cartel | Oponente            | Método                                   | Evento                 | Data       | Round | Tempo | Local                   | Notas                                                        |
| ------- | ------ | ------------------- | ---------------------------------------- | ---------------------- | ---------- | ----- | ----- | ----------------------- | ------------------------------------------------------------ |
| Derrota | 9–2    | John Salter         | Finalização (triângulo)                  | Bellator 156           | 17/06/2016 | 1     | 4:03  | Fresno, California      |                                                              |
| Derrota | 9–1    | Rafael Carvalho     | Nocaute Técnico (chute no corpo)         | Bellator 144           | 23/10/2015 | 2     | 1:42  | Uncasville, Connecticut | Pelo Cinturão Peso Médio do Bellator vago.                   |
| Vitória | 9-0    | Kendall Grove       | Nocaute Técnico (socos)                  | Bellator 137           | 15/05/2015 | 4     | 2:25  | Temecula, Califórnia    | Perdeu o Título por não bater o peso; Peso Casado (188 lbs). |
| Vitória | 8–0    | Alexander Shlemenko | Finalização Técnica (mata leão)          | Bellator 126           | 26/09/2014 | 1     | 0:35  | Phoenix, Arizona        | Ganhou o Cinturão Peso Médio do Bellator.                    |
| Vitória | 7–0    | Brett Cooper        | Finalização (chave de braço)             | Bellator 122           | 25/07/2014 | 1     | 2:09  | Temecula, Califórnia    | Final do Torneio da 10ª Temporada.                           |
| Vitória | 6–0    | Joe Pacheco         | Decisão (unânime)                        | Bellator 116           | 11/04/2014 | 3     | 5:00  | Temecula, Califórnia    | Semifinal do Torneio da 10ª Temporada.                       |
| Vitória | 5–0    | Hector Ramirez      | Nocaute Técnico (socos)                  | Bellator 106           | 02/11/2013 | 1     | 0:52  | Long Beach, Califórnia  |                                                              |
| Vitória | 4–0    | Joe Yager           | Decisão (dividida)                       | Bellator 96            | 19/06/2013 | 3     | 5:00  | Thackerville, Oklahoma  |                                                              |
| Vitória | 3–0    | Rocky Ramirez       | Finalização Técnica (triângulo de braço) | Bellator 92            | 07/03/2013 | 3     | 0:50  | Temecula, Califórnia    |                                                              |
| Vitória | 2–0    | Shonie Carter       | Decisão (unânime)                        | KOTC: Reckless Abandon | 02/02/2012 | 3     | 5:00  | Highland, Califórnia    |                                                              |
| Vitória | 1–0    | Chris Golz          | Finalização (mata leão)                  | Respect in the Cage    | 21/01/2012 | 1     | 1:46  | Pomona, Califórnia      |                                                              |